# Marginaleyrodes madagascariensis
Marginaleyrodes madagascariensis là một loài côn trùng cánh nửa trong họ Aleyrodidae, phân họ Aleyrodinae.
Marginaleyrodes madagascariensis được Takahashi miêu tả khoa học đầu tiên năm 1951.